# Cixiini
Los cixiinos (Cixiini) son una tribu de hemípteros arqueorrincos de la familia Cixiidae.

## Géneros
Tiene los siguientes géneros.
- Aka - Calamister - Cermada - Chathamaka - Chidaea - Cixius - Iolania - Koroana - Leades - Leptolamia - Malpha - Monomalpha[1]